# Willemijn Duyster
Willemijn Margaretha Duyster (ur. 5 kwietnia 1970) – holenderska hokeistka na trawie. Brązowa medalistka olimpijska z Atlanty.

## Kariera sportowa
Zawody w 1996 były jej jedynymi igrzyskami olimpijskimi, Holenderki zajęły trzecie miejsce. W turnieju rozegrała sześć spotkań. Łącznie w reprezentacji Holandii wystąpiła w 87 meczach. Występowała w obronie lub pomocy. Jej brat Jeroen także był medalistą olimpijskim.